# 秦山街道
秦山街道是中华人民共和国浙江省嘉兴市海盐县下辖的一个街道办事处。

## 行政区划
秦山街道下辖以下村级行政区划单位：
长丰社区、长川坝社区、三官堂社区、秦兴社区、秦山社区、庆丰社区、落塘社区、长川坝社区、杨柳山社区、丰山村、许油车村、新联村、永兴村、北团村和核电社区。